# سد لا بوکیلا
سد لا بوکیلا (به اسپانیایی: Presa de la Boquilla) یک سد در مکزیک است که در San Francisco de Conchos Municipality, Chihuahua (state) واقع شده‌است.